# André Cayatte
André Cayatte, född 3 februari 1909 i Carcassonne, Aude, död 6 februari 1989 i Paris, var en fransk filmregissör, manusförfattare och advokat, känd för sina filmer med teman som fokuserar på brott, rättvisa och moraliskt ansvar.

## Biografi
André Cayatte hade bland annat varit verksam som jurist innan han knöts till filmen. Sina juridiska insikter utnyttjade han till att avslöja det franska rättsväsendets brister i filmer som Rättvisa har skipats (1950) och De smygande stegen (1952). En av hans mest älskade filmer är Att älska är att leva (1971), som skildrar ett autentiskt fall där en lärarinna och hennes elev utsätts för trakasserier från myndigheterna därför att de blir förälskade i varandra.

## Filmografi i urval
- 1942 – La Fausse maîtresse
- 1947 – Den okände sångaren
- 1948 – Brott i snö
- 1949 – De älskande i Verona
- 1950 – Rättvisa har skipats
- 1952 – De smygande stegen
- 1954 – Före syndafloden
- 1955 – Någon måste dömas
- 1957 – Öga för öga
- 1958 – En kvinnas ansikte
- 1960 – Krigsfångarna
- 1962 – Två är skyldiga
- 1964 – Françoise ou La vie conjugale
- 1967 – Yrkets risker
- 1971 – Att älska är att leva
- 1973 – Ingen rök utan eld
- 1974 – Bakom lyckta dörrar
- 1977 – Utan nåd